# Вест-Сейлем (Вісконсин)
Вест-Сейлем (англ. West Salem) — селище (англ. village) в США, в окрузі Ла-Кросс штату Вісконсин. Населення — 5277 осіб (2020).

## Географія
Вест-Сейлем розташований за координатами 43°53′55″ пн. ш. 91°5′15″ зх. д. / 43.89861° пн. ш. 91.08750° зх. д. (43.898534, -91.087453).  За даними Бюро перепису населення США в 2010 році селище мало площу 8,91 км², з яких 8,85 км² — суходіл та 0,06 км² — водойми.

## Демографія
Згідно з переписом 2010 року, у селищі мешкало 4799 осіб у 1831 домогосподарстві у складі 1259 родин. Густота населення становила 539 осіб/км².  Було 1869 помешкань (210/км²).
Расовий склад населення:
| - 96,7 % — білих - 0,7 % — азіатів - 0,6 % — корінних американців - 0,4 % — чорних або афроамериканців |

До двох чи більше рас належало 1,3 %. Частка іспаномовних становила 1,2 % від усіх жителів.
За віковим діапазоном населення розподілялося таким чином: 26,0 % — особи молодші 18 років, 58,1 % — особи у віці 18—64 років, 15,9 % — особи у віці 65 років та старші. Медіана віку мешканця становила 39,2 року. На 100 осіб жіночої статі у селищі припадало 90,1 чоловіків;  на 100 жінок у віці від 18 років та старших — 86,2 чоловіків також старших 18 років.
Середній дохід на одне домашнє господарство  становив 65 871 долар США (медіана — 55 650), а середній дохід на одну сім'ю — 76 947 доларів (медіана — 72 222). Медіана доходів становила 54 318 доларів для чоловіків та 31 122 долари для жінок. За межею бідності перебувало 9,3 % осіб, у тому числі 13,1 % дітей у віці до 18 років та 7,5 % осіб у віці 65 років та старших.
Цивільне працевлаштоване населення становило 2503 особи. Основні галузі зайнятості: освіта, охорона здоров'я та соціальна допомога — 27,8 %, роздрібна торгівля — 14,1 %, виробництво — 13,1 %.